# Xylopodia klaprothioides
Xylopodia es un género monotípico con una especie de planta fanerógama perteneciente a la familia Loasaceae.  Su única especie.  Xylopodia klaprothioides es originaria de Perú.

## Taxonomía
Xylopodia klaprothioides fue descrita por Maximilian Weigend  y publicado en Taxon 55(2): 467, f. 1. 2006.